# Hyundai Hysco
Hyundai Hysco est une entreprise de sidérurgie appartenant à Hyundai Motor Group. Elle produit de l'acier et des métaux pour la construction automobile. C'est le fournisseur de Hyundai Motor et de Kia Motors. Elle a également fourni de l'acier pour la construction de l'Aéroport international d'Incheon, le COEX.
Elle possède des usines à Dangjin, Suncheon, Alabama (aux États-Unis), Pékin et à Žilina (en Slovaquie)